# Joanna Barnes
Joanna Barnes (Boston, 15 novembre 1934 – Sea Ranch, 29 aprile 2022) è stata un'attrice statunitense.

## Biografia
Si sposò tre volte: prima nel 1955 con Richard Edward Herndon; poi dal 1961 al 1967 con l'attore Lawrence Dobkin; poi nel 1980 con Jack Lionel Warner con cui rimase fino alla morte di lui avvenuta nel 2012. Non ebbe figli.
Si ritirò dalle scene nel 2002.

## Filmografia parziale

### Cinema
- Il grande rischio (Violent Road), regia di Howard W. Koch (1958)
- Pietà per la carne (Home Before Dark), regia di Mervyn LeRoy (1958)
- La signora mia zia (Auntie Mame), regia di Morton DaCosta (1958)
- Tarzan, l'uomo scimmia (Tarzan, the Ape Man), regia di Joseph M. Newman (1959)
- Spartacus, regia di Stanley Kubrick (1960)
- Il cowboy con il velo da sposa (The Parent Trap), regia di David Swift (1961)
- Ciao, Charlie (Goodbye Charlie), regia di Vincente Minnelli (1964)
- Carovana di fuoco (The War Wagon), regia di Burt Kennedy (1967)
- L'emblema di Viktor (Too Many Thieves), regia di Abner Biberman (1967)
- Piano, piano non t'agitare! (Don't Make Waves), regia di Alexander Mackendrick (1967)
- Genitori in trappola (The Parent Trap), regia di Nancy Meyers (1998)

### Televisione
- 77º Lancieri del Bengala (Tales of the 77th Bengal Lancers) – serie TV, episodio 1x01 (1956)
- Conflict – serie TV, episodi 1x16-1x20 (1957)
- Maverick – serie TV, 5 episodi (1957-1960)
- Hawaiian Eye – serie TV, episodio 1x12 (1959)
- Ispettore Dante (Dante) – serie TV, episodio 1x01 (1960)
- Philip Marlowe – serie TV, episodio 1x17 (1960)
- General Electric Theater – serie TV, episodio 8x30 (1960)
- Avventure in paradiso (Adventures in Paradise) – serie TV, episodio 2x12 (1960)
- Mr. Lucky – serie TV, episodio 1x28 (1960)
- Carovana (Stagecoach West) – serie TV, episodio 1x22 (1961)
- Corruptors (Target: The Corruptors) – serie TV, episodio 1x09 (1961)
- Michael Shayne – serie TV episodio 1x19 (1961)
- The Investigators – serie TV, episodio 1x07 (1961)
- Follow the Sun – serie TV, episodio 1x12 (1961)
- Have Gun - Will Travel – serie TV, episodio 6x13 (1962)
- Indirizzo permanente (77 Sunset Strip) – serie TV, episodio 6x07 (1963)
- Sotto accusa (Arrest and Trial) – serie TV, episodio 1x24 (1964)
- Le cause dell'avvocato O'Brien (The Trials of O'Brien) – serie TV, 13 episodi (1965-1966)
- Ellery Queen – serie TV, episodio 1x11 (1975)
- Fantasilandia (Fantasy Island) – serie TV, 3 episodi (1978-1979)
- Charlie's Angels – serie TV, episodio 4x10 (1979)
- La signora in giallo (Murder, She Wrote) – serie TV, episodio 4x05 (1987)

## Doppiatrici italiane
- Micaela Giustiniani in La signora mia zia
- Fiorella Betti in  Il cowboy con il velo da sposa
- Rosetta Calavetta in Carovana di fuoco
- Rita Savagnone in Ellery Queen